# بيل ديفيس (لاعب اتحاد الرغبي)
بيل ديفيس (بالإنجليزية: Bill Davis)‏ هو لاعب اتحاد الرغبي نيوزيلندي، ولد في 15 ديسمبر 1943 في هاستينجس في نيوزيلندا.

## وصلات خارجية
- بيل ديفيس عل موقع إسبنسكروم (الإنجليزية)